# Роґожевек
Роґожевек (пол. Rogożewek) — село в Польщі, у гміні Гостинін Ґостинінського повіту Мазовецького воєводства.
Населення — 264 особи (2011).
У 1975-1998 роках село належало до Плоцького воєводства.

## Демографія
Демографічна структура станом на 31 березня 2011 року:
|          | Загалом | Допрацездатний вік | Працездатний вік | Постпрацездатний вік |
| -------- | ------- | ------------------ | ---------------- | -------------------- |
| Чоловіки | 124     | 20                 | 92               | 12                   |
| Жінки    | 140     | 29                 | 84               | 27                   |
| Разом    | 264     | 49                 | 176              | 39                   |